# Сан-Матео (округ)
Сан-Мате́о (англ. San Mateo) — округ в штате Калифорния (США). Административный центр — город Редвуд-Сити.

## История
Округ образован в 1856 году. В него вошли части территорий округов Сан-Франциско и Санта-Круз.

## География
Округ Сан-Матео расположен на полуострове Сан-Франциско южнее города Сан-Франциско. В северной части округа находится международный аэропорт Сан-Франциско, который административно относится к округу Сан-Франциско, а в южной начинается Кремниевая долина.
Согласно данным представленным Бюро переписи населения США, общая площадь округа составляет 1919,2 км².

## Климат
Как и в большинстве прибрежных районов Калифорнии, погода в Сан-Матео мягкая большую часть года. Лето сухое и может быть жарким; зимние температуры редко опускаются ниже нуля. Снегопады крайне редки, за исключением близлежащих гор Санта-Крус, где раз в несколько лет выпадает несколько дюймов. Среднегодовое количество осадков составляет чуть больше 30 дюймов, а выпадение приходится в среднем на 2 месяца в году.

## Демография
Согласно данным переписи населения США, численность населения округа в 2020 году составила 764 442 человек.